# Cecco d'Ascoli
Francesco Stabili di Simeone, meglio noto come Cecco d'Ascoli (Ancarano, 1269 – Firenze, 16 settembre 1327) è stato un poeta, medico, insegnante, filosofo e astrologo/astronomo italiano.
Per il suo pensiero ritenuto eretico in materia religiosa, fu arso vivo sul rogo dall'Inquisizione.
La sua opera più celebre è L'Acerba, un poema enciclopedico contenente nozioni di cosmologia, filosofia naturale e antropologia, pubblicato fino al 1581, anno dopo il quale cadde nell'oblio per essere poi riscoperto nel 1820.

## Biografia

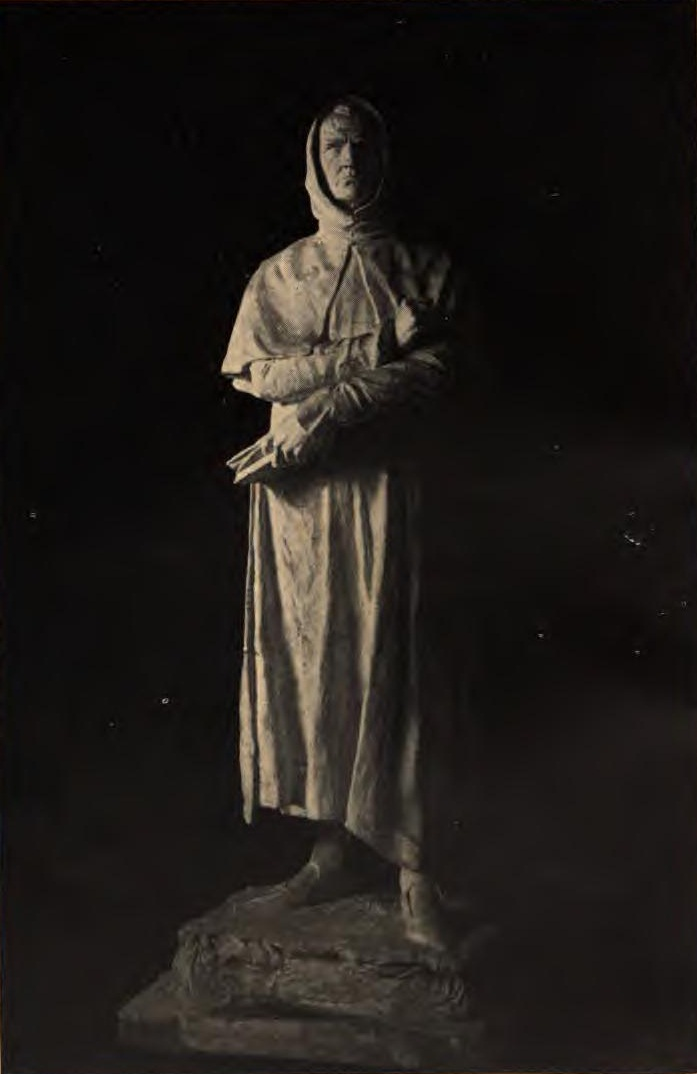
Statua di Cecco d'Ascoli, opera di Giuseppe Inghilleri.

Nato ad Ancarano nel 1269, a diciotto anni entrò nel piccolo monastero di Santa Croce ad Templum di Ascoli Piceno.
Si stabilì a Firenze nel novembre 1314; poi fu a Bologna, dove nel 1324 insegnò astronomia alla facoltà di medicina dell'Alma Mater, e qui subì la prima condanna per aver fatto commenti non ortodossi sulla religione cristiana, condanna che consistette in una grossa multa, la perdita del lavoro, il sequestro di tutti i suoi libri, e l'obbligo giornaliero di recitare preghiere a penitenza. La condanna fu inflitta dall'inquisitore domenicano Lamberto da Cingoli. L'ammirazione di studenti e colleghi era tale, tuttavia, che dietro loro pressione l'anno dopo, nel 1325, Cecco riebbe la cattedra universitaria e venne addirittura promosso di livello.
Nel 1326 tornò a Firenze, e Carlo, Duca di Calabria, figlio primogenito del re Roberto d'Angiò (1309-1343) in guerra con Castruccio Castracani, lo nominò medico di corte, in contrapposizione con Dino del Garbo. Contrastato dal cancelliere, fra Raimondo, vescovo di Aversa, entrò in antipatia del duca dopo un oroscopo negativo sulla di lui figlia (la futura Giovanna regina di Napoli) e per via di quello che divinava la prossima discesa in Italia dell'imperatore Ludovico il Bavaro.
Fu condannato al rogo dall'inquisitore frate Accursio Bonfantini (attivo in toscana fra il 1326-1329) e morì bruciato vivo davanti alla basilica di Santa Croce a Firenze il 16 settembre 1327. Tra i sei giudici che emisero la sentenza figurava anche Francesco da Barberino, poeta autore dei Documenti d'Amore (Documenta Amoris). 
Cecco d'Ascoli seguì quindi la medesima sorte di altri intellettuali del suo tempo, come ad esempio Pietro d'Abano, dediti allo studio dell'astrologia e dell'alchimia, discipline non esplicitamente vietate, ma che spesso davano luogo a sospetti di eresia.
Pur avendo potuto salvarsi, Cecco scelse di non ritrattare le proprie credenze e convinzioni, ma anzi, per ciascuna delle imputazioni che gli erano state rivolte, avrebbe gridato:
Una leggenda vuole che la sua forte e multiforme personalità avesse resistito anche alle fiamme del rogo.

## Studi e opere

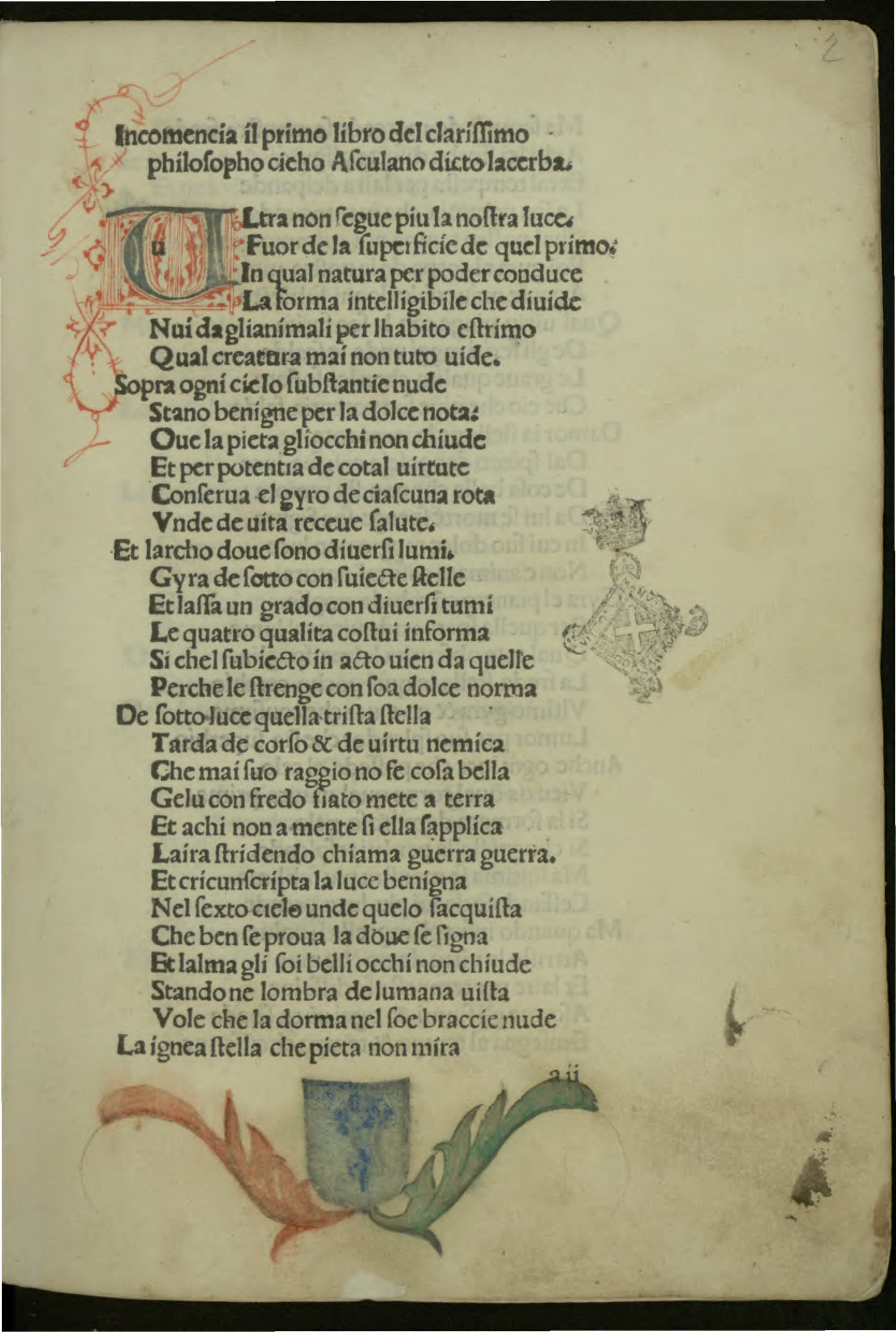
Incipit di Acerba, 1484

I suoi studi di astrologia ruotavano attorno ai commenti sul De principiis astrologiae del musulmano Alcabizio e il De sphaera mundi di Giovanni Sacrobosco.
- De principiis astrologiae: commento all'opera dell'astrologo arabo Alcabizio
- Tractatus in sphaerae: commento all'opera cosmografica Sphaera Mundi di Giovanni Sacrobosco
- De eccentricis et epicyclis: opuscolo di scienza astronomica
- Prelectiones ordinarie astrologie habite Bonomie
- L'Acerba o Acerba, la più celebre: è un compendio enciclopedico o manuale scientifico in forma di poema didattico composto di 4.865 endecasillabi in sestine. Spesso polemico nei confronti di Dante Alighieri[12], il suo bersaglio preferito è la Divina Commedia, vista come la negazione della "scienza vera", riepilogata da lui nell'Acerba, che perciò è stata definita da Gianfranco Contini un'«Anti Commedia».[13] Alla base delle convinzioni e delle conoscenze fisiche e naturali professate da Cecco, infatti, non c'è soltanto il pensiero filosofico scientifico di Aristotele o quello di Tommaso d'Aquino: c'è anche la conoscenza del pensiero dei filosofi arabi.[14]

Sulla base delle loro teorie discute delle questioni scientifiche più dibattute nella società in cui viveva come l'ordine dei cieli, la terra, le eclissi, la natura dei fenomeni atmosferici, le Virtù, le scienze occulte. Rimase incompiuto al quinto libro a causa della morte dell'autore, ed ebbe fama di libro magico (forse a causa della condanna inflitta all'autore). Dopo l'edizione critica di Marco Albertazzi, sarebbe stata individuata la natura del titolo: Acerba etas, che nella tradizione principale dei manoscritti e volgarizzato in altri col titolo Acerba vita, si riferisce alle questioni naturali, agli eventi che riguardano la vita di questo mondo in relazione all'intero macrocosmo. L'Acerba vita sarebbe cioè l'età dell'uomo che si compie sulla terra ed è "acerba" rispetto a quella "vera" e "matura" che si compie dopo la morte. Secondo altre interpretazioni, il titolo avrebbe un secondo significato, quello di «La cerva», alludendo a un animale che assume una forte valenza simbolica nelle trasmutazioni alchemiche.

### Pubblicazioni

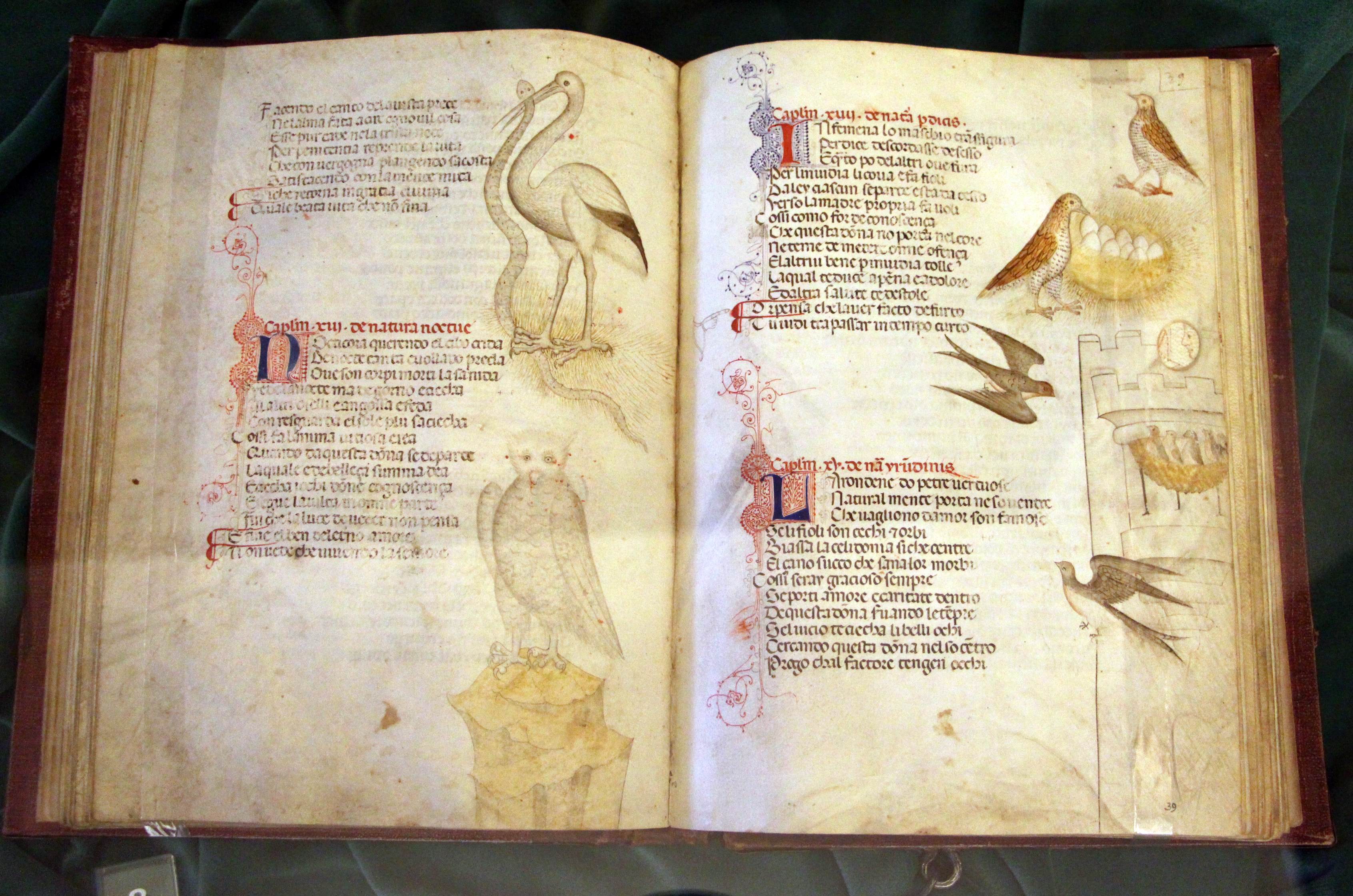
Liber acerbe etatis, XIV sec., Biblioteca Medicea Laurenziana, pluteo 38v 01.

- Illustre poeta Ceco d'Ascoli con comento, Venezia, Candido Bindoni, 1550.
- L'Acerba - Acerba etas, edizione critica - Commento latino - Commento volgare - Sonetti, a cura di Marco Albertazzi, Lavis, La Finestra editrice 2016 ISBN 978-8895925-73-8.
- Opere latine, a cura di Marco Albertazzi, trad. M. Albertazzi e Simone Tomasi, Lavis, La Finestra editrice, 2022 ISBN 978-8832236-22-4
- De principiis astrologiae, commento all'Alcabizio, a cura di Giuseppe Boffito, La Bibliofilia a. V (1904), disp. 11-12, a. VI (1904).
- Tractatus in Sphaeram, commento al Sacrobosco, in Lynn Thorndike, The Sphere of Sacrobosco and its Commentators, Chicago, The University of Chicago Press, 1949.
- De eccentricis et epicyclis, a cura di Giuseppe Boffito, La Bibliofilia a. VII (1906), vol. VII.

## Leggende
Il documento autentico più antico riguardante Cecco d'Ascoli (alias Francesco Stabili) è una pergamena conservata presso l'Archivio Comunale di Amandola, località in provincia di Fermo e riguarda una denuncia di istanza per un'inquisizione, presentata, in data 6 agosto 1297, dal priore del monastero di San Leonardo in Volubrio (Montefortino) il cui testo dice: Actum Amandule in domo Co(mmun)is Amand(ole). Dopnus Benvenutus prior Monasterii Sancti Leonardi de Galubrio existentis coram Sap(ienti) viro Domino Nicola Domini Pauli de Macerata Iudice d(icti) Co(mmun)is dixit et asseruit et etiam cum istantia petit ab eodem Iudice ut ipse iudex procederet et inquireret contra Franciscum Stabilis de maleficiis commissis in personam Brocardini […] cum d(ictus) Franciscus esset laycus et non oblatus nec conversus dicti Monasterii.

### La madre di Cecco
Secondo l'umanista Angelo Colocci (riportato in Castelli, 1892), la madre del poeta era solita frequentare feste di carattere orgiastico che riprendevano quelle antiche in onore della dea Ancaria, l'antica Signora degli Animali dei Piceni, analoga alla Diana latina, e proprio nel prato dove sorgeva l'antico santuario della dea sarebbe nato Cecco d'Ascoli.

### Costruzione del ponte di Cecco
Una leggenda popolare gli attribuisce la costruzione del Ponte di Cecco (sito in Ascoli Piceno), che il diavolo, su comando del poeta, avrebbe realizzato in una sola notte.

### Le Vene Rosse del diavolo
Secondo un'altra leggenda tramandata nei paesi del circondario di Posta (RI), Cecco passava per la via Salaria da Ascoli verso Roma, quando apprese presso una locanda di Posta che la strada verso Sigillo era bloccata da una immensa frana. Durante la notte egli fece scatenare dal diavolo una tempesta che tagliò la roccia rossa delle gole del Velino ripristinando la viabilità.

### Contese tra Cecco e Dante
Un'altra leggenda popolare fa riferimento alle numerose battaglie dottrinali tra Cecco d'Ascoli e Dante Alighieri, che pure era un suo caro amico. In particolare quest'ultimo sosteneva la capacità dell'educazione di assoggettare l'istinto mentre Cecco era convinto della superiorità della natura. La leggenda vuole che Dante, a conferma delle sue teorie, avesse addestrato un gatto a reggere con le zampe una candela accesa per fargli da lume durante i suoi studi e lo avesse mostrato all'amico. Cecco in risposta si presentò un giorno a casa di Dante portando con sé una gabbia piena di topi; non appena li ebbe liberati davanti al felino questi lasciò la candela ed incurante dei richiami del padrone cominciò a rincorrerli.
Per questo nel suo poema accusava Dante di nascondere la verità dietro lo schermo dell'allegoria:
«Qui non si canta al modo delle rane,

Qui non si canta al modo del poeta

Che finge, immaginando, cose vane;

Ma qui risplende e luce ogni natura

Che a chi intende fa la mente lieta.

Qui non si sogna per la selva oscura […]

Lascio le ciance e torno su nel vero

Le favole mi fur sempre nemiche.»

(L'Acerba, IV, 12)

## Titolazioni

### Istituto superiore di studi medievali "Cecco d'Ascoli"
Fondato nel 1987 con lo scopo di promuovere la ricerca e lo studio del Medioevo con particolare riguardo all'analisi ed all'approfondimento del patrimonio storico, culturale e folcloristico del Piceno, è dedicato al celebre Cecco d'Ascoli.
 
Ha sede ad Ascoli Piceno in piazza del Popolo nel palazzo dei Capitani del Popolo.

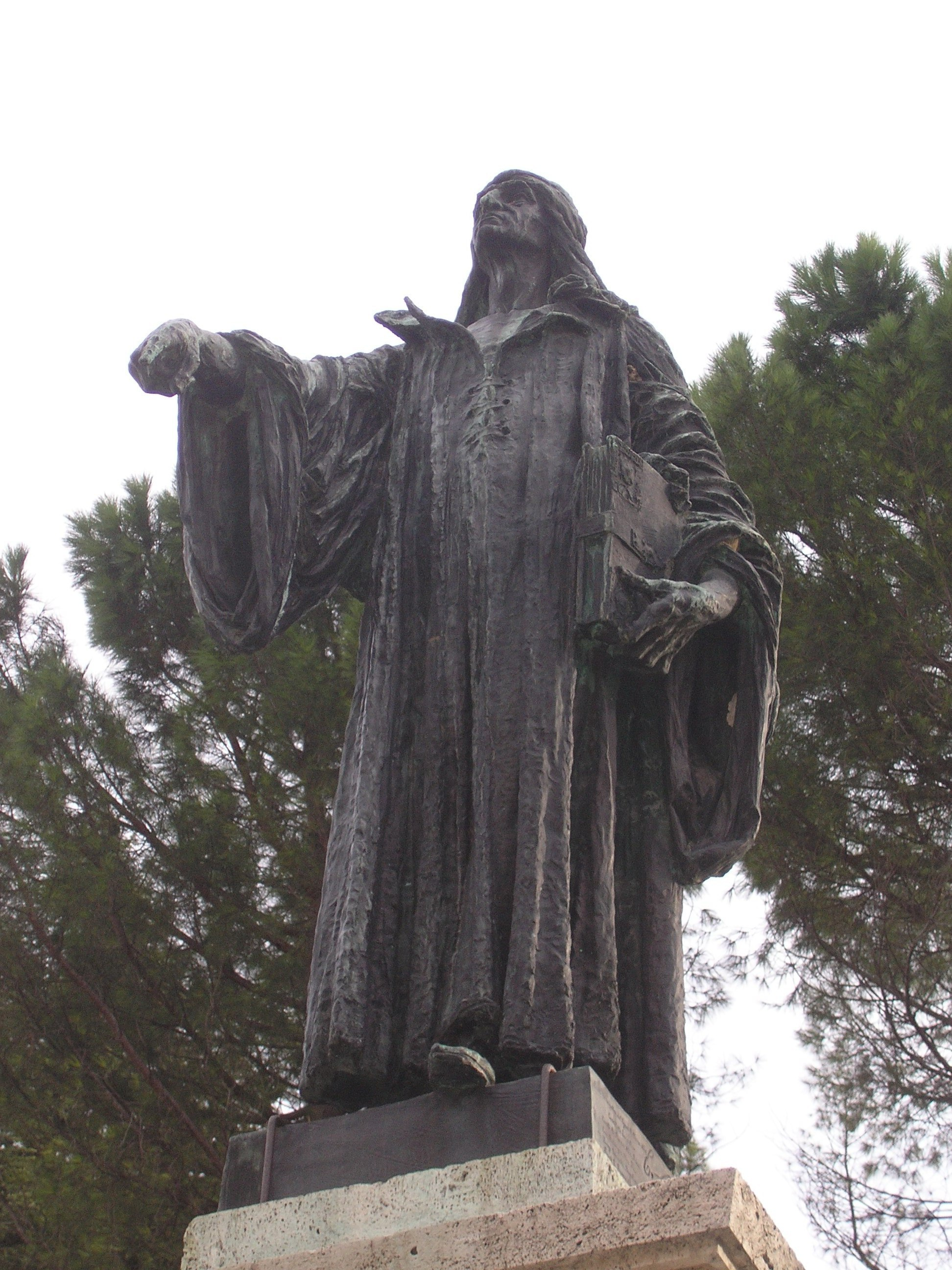
Monumento a Cecco d'Ascoli ad Ascoli Piceno.

Tra le attività, la promozione di eventi culturali, attività di formazione ed editoriale. Ogni anno, tra la fine di novembre e i primi di dicembre si svolge il Premio Internazionale Città di Ascoli Piceno, organizzato dall'Istituto. Si tratta di un premio letterario che viene assegnato ad una personalità nel campo della medievistica internazionale contraddistintasi nella realizzazione di opere intellettuali che contribuiscono all'indagine storica e al valore della ricerca storiografica. Tra i vincitori del premio si ricordano Elémire Zolla (1987), Ovidio Capitani (1989) e Liliana Cavani (1989) per il film Francesco), Pupi Avati (2008 per il film Magnificat del 1993). Nel 1987 la Giuria del Premio assegnò una menzione speciale allo storico francese Jacques Le Goff che nella manifestazione 2008 è intervenuto con un video (intervista esclusiva).

### Monumento a Cecco d'Ascoli
Il monumento a Cecco d'Ascoli fu realizzato a New York da ascolani emigrati nella Grande Mela e giunse in Ascoli nel 1921. Composto da un basamento di marmo sormontato da una statua in bronzo raffigurante Cecco d'Ascoli, è opera dello scultore Edoardo Camilli. Si trova in piazza Giacomo Matteotti nelle immediate vicinanze del ponte Maggiore.

### Liceo Francesco Stabili
Il Liceo Francesco Stabili è un istituto d'istruzione superiore pubblico comprendente vari licei: il Liceo Classico, il Liceo delle Scienze Umane, il Liceo Made in Italy e il Liceo Linguistico. Si trova ad Ascoli Piceno.

## Nella cultura di massa

### Filmografia
A Cecco d'Ascoli è dedicato il lungometraggio L'eretico - Un gesto di coraggio (Italia, 2004), diretto da Piero Maria Benfatti, con Remo Girone e Tobias Moretti.

### Letteratura
L'erudito gesuita Paolo Antonio Appiani redasse una Vita Francisci Stabilis (vulgo) Cecco d'Ascoli, che avrebbe dovuto essere inserita nell'inedito Athenaeum Asculanum. La vita fu pubblicata per la prima volta nel terzo volume dell'Historia di tutte l'heresie di Domenico Bernini, pubblicato a Roma nel 1709. Con la vita Appiani mirava a riabilitare Cecco d Ascoli dalle accuse di astrologia ed eresia che gli erano state mosse dall'Inquisizione. Giammaria Mazzuchelli, pienamente convinto dalle argomentazioni del gesuita, nella voce dedicata a Cecco d'Ascoli negli Scrittori d'Italia si limita a riassumerne le conclusioni.
Pietro Fanfani scrisse il romanzo Cecco d'Ascoli: racconto storico del sec. XIV attorno alla figura del filosofo piceno, pubblicandolo nel 1870 a Firenze.